# Rakitnica (Słowenia)
Rakitnica – wieś w Słowenii, w gminie Ribnica. W 2018 roku liczyła 251 mieszkańców.